# Вузол (шахова тема)
Те́ма ву́зол — тема в шаховій композиції. Суть теми — кілька хибних слідів спростовуються ходами чорних на певне поле з виключенням білої фігури, а в рішенні білі самі роблять вступний хід і виключають цю ж свою фігуру.

## Історія
Цю ідею запропонував у 1977 році український шаховий композитор В. Федоров.
В задачі хибні спроби білих чорні спростовують ходом на одне і те ж тематичне поле, при цьому вони виключають білу фігуру. Рішення задачі є хід білої фігури на це ж тематичне поле з виключенням білої фігури, проходить щось на зразок капризу.
Ідея дістала назву — тема вузол.
|   | a | b | c | d | e | f | g | h |   |
| 8 | b8 білий кінь · e8 чорний слон · f8 біла тура · b7 чорний кінь · h6 біла тура · b5 чорний пішак · d5 чорний король · e5 білий кінь · f5 чорний пішак · g5 чорна тура · d4 білий пішак · f4 білий слон · b3 білий пішак · e3 білий пішак · h3 білий слон · a2 білий король · c2 білий ферзь · g2 білий пішак | b8 білий кінь · e8 чорний слон · f8 біла тура · b7 чорний кінь · h6 біла тура · b5 чорний пішак · d5 чорний король · e5 білий кінь · f5 чорний пішак · g5 чорна тура · d4 білий пішак · f4 білий слон · b3 білий пішак · e3 білий пішак · h3 білий слон · a2 білий король · c2 білий ферзь · g2 білий пішак | b8 білий кінь · e8 чорний слон · f8 біла тура · b7 чорний кінь · h6 біла тура · b5 чорний пішак · d5 чорний король · e5 білий кінь · f5 чорний пішак · g5 чорна тура · d4 білий пішак · f4 білий слон · b3 білий пішак · e3 білий пішак · h3 білий слон · a2 білий король · c2 білий ферзь · g2 білий пішак | b8 білий кінь · e8 чорний слон · f8 біла тура · b7 чорний кінь · h6 біла тура · b5 чорний пішак · d5 чорний король · e5 білий кінь · f5 чорний пішак · g5 чорна тура · d4 білий пішак · f4 білий слон · b3 білий пішак · e3 білий пішак · h3 білий слон · a2 білий король · c2 білий ферзь · g2 білий пішак | b8 білий кінь · e8 чорний слон · f8 біла тура · b7 чорний кінь · h6 біла тура · b5 чорний пішак · d5 чорний король · e5 білий кінь · f5 чорний пішак · g5 чорна тура · d4 білий пішак · f4 білий слон · b3 білий пішак · e3 білий пішак · h3 білий слон · a2 білий король · c2 білий ферзь · g2 білий пішак | b8 білий кінь · e8 чорний слон · f8 біла тура · b7 чорний кінь · h6 біла тура · b5 чорний пішак · d5 чорний король · e5 білий кінь · f5 чорний пішак · g5 чорна тура · d4 білий пішак · f4 білий слон · b3 білий пішак · e3 білий пішак · h3 білий слон · a2 білий король · c2 білий ферзь · g2 білий пішак | b8 білий кінь · e8 чорний слон · f8 біла тура · b7 чорний кінь · h6 біла тура · b5 чорний пішак · d5 чорний король · e5 білий кінь · f5 чорний пішак · g5 чорна тура · d4 білий пішак · f4 білий слон · b3 білий пішак · e3 білий пішак · h3 білий слон · a2 білий король · c2 білий ферзь · g2 білий пішак | b8 білий кінь · e8 чорний слон · f8 біла тура · b7 чорний кінь · h6 біла тура · b5 чорний пішак · d5 чорний король · e5 білий кінь · f5 чорний пішак · g5 чорна тура · d4 білий пішак · f4 білий слон · b3 білий пішак · e3 білий пішак · h3 білий слон · a2 білий король · c2 білий ферзь · g2 білий пішак | 8 |
| 7 | b8 білий кінь · e8 чорний слон · f8 біла тура · b7 чорний кінь · h6 біла тура · b5 чорний пішак · d5 чорний король · e5 білий кінь · f5 чорний пішак · g5 чорна тура · d4 білий пішак · f4 білий слон · b3 білий пішак · e3 білий пішак · h3 білий слон · a2 білий король · c2 білий ферзь · g2 білий пішак | b8 білий кінь · e8 чорний слон · f8 біла тура · b7 чорний кінь · h6 біла тура · b5 чорний пішак · d5 чорний король · e5 білий кінь · f5 чорний пішак · g5 чорна тура · d4 білий пішак · f4 білий слон · b3 білий пішак · e3 білий пішак · h3 білий слон · a2 білий король · c2 білий ферзь · g2 білий пішак | b8 білий кінь · e8 чорний слон · f8 біла тура · b7 чорний кінь · h6 біла тура · b5 чорний пішак · d5 чорний король · e5 білий кінь · f5 чорний пішак · g5 чорна тура · d4 білий пішак · f4 білий слон · b3 білий пішак · e3 білий пішак · h3 білий слон · a2 білий король · c2 білий ферзь · g2 білий пішак | b8 білий кінь · e8 чорний слон · f8 біла тура · b7 чорний кінь · h6 біла тура · b5 чорний пішак · d5 чорний король · e5 білий кінь · f5 чорний пішак · g5 чорна тура · d4 білий пішак · f4 білий слон · b3 білий пішак · e3 білий пішак · h3 білий слон · a2 білий король · c2 білий ферзь · g2 білий пішак | b8 білий кінь · e8 чорний слон · f8 біла тура · b7 чорний кінь · h6 біла тура · b5 чорний пішак · d5 чорний король · e5 білий кінь · f5 чорний пішак · g5 чорна тура · d4 білий пішак · f4 білий слон · b3 білий пішак · e3 білий пішак · h3 білий слон · a2 білий король · c2 білий ферзь · g2 білий пішак | b8 білий кінь · e8 чорний слон · f8 біла тура · b7 чорний кінь · h6 біла тура · b5 чорний пішак · d5 чорний король · e5 білий кінь · f5 чорний пішак · g5 чорна тура · d4 білий пішак · f4 білий слон · b3 білий пішак · e3 білий пішак · h3 білий слон · a2 білий король · c2 білий ферзь · g2 білий пішак | b8 білий кінь · e8 чорний слон · f8 біла тура · b7 чорний кінь · h6 біла тура · b5 чорний пішак · d5 чорний король · e5 білий кінь · f5 чорний пішак · g5 чорна тура · d4 білий пішак · f4 білий слон · b3 білий пішак · e3 білий пішак · h3 білий слон · a2 білий король · c2 білий ферзь · g2 білий пішак | b8 білий кінь · e8 чорний слон · f8 біла тура · b7 чорний кінь · h6 біла тура · b5 чорний пішак · d5 чорний король · e5 білий кінь · f5 чорний пішак · g5 чорна тура · d4 білий пішак · f4 білий слон · b3 білий пішак · e3 білий пішак · h3 білий слон · a2 білий король · c2 білий ферзь · g2 білий пішак | 7 |
| 6 | b8 білий кінь · e8 чорний слон · f8 біла тура · b7 чорний кінь · h6 біла тура · b5 чорний пішак · d5 чорний король · e5 білий кінь · f5 чорний пішак · g5 чорна тура · d4 білий пішак · f4 білий слон · b3 білий пішак · e3 білий пішак · h3 білий слон · a2 білий король · c2 білий ферзь · g2 білий пішак | b8 білий кінь · e8 чорний слон · f8 біла тура · b7 чорний кінь · h6 біла тура · b5 чорний пішак · d5 чорний король · e5 білий кінь · f5 чорний пішак · g5 чорна тура · d4 білий пішак · f4 білий слон · b3 білий пішак · e3 білий пішак · h3 білий слон · a2 білий король · c2 білий ферзь · g2 білий пішак | b8 білий кінь · e8 чорний слон · f8 біла тура · b7 чорний кінь · h6 біла тура · b5 чорний пішак · d5 чорний король · e5 білий кінь · f5 чорний пішак · g5 чорна тура · d4 білий пішак · f4 білий слон · b3 білий пішак · e3 білий пішак · h3 білий слон · a2 білий король · c2 білий ферзь · g2 білий пішак | b8 білий кінь · e8 чорний слон · f8 біла тура · b7 чорний кінь · h6 біла тура · b5 чорний пішак · d5 чорний король · e5 білий кінь · f5 чорний пішак · g5 чорна тура · d4 білий пішак · f4 білий слон · b3 білий пішак · e3 білий пішак · h3 білий слон · a2 білий король · c2 білий ферзь · g2 білий пішак | b8 білий кінь · e8 чорний слон · f8 біла тура · b7 чорний кінь · h6 біла тура · b5 чорний пішак · d5 чорний король · e5 білий кінь · f5 чорний пішак · g5 чорна тура · d4 білий пішак · f4 білий слон · b3 білий пішак · e3 білий пішак · h3 білий слон · a2 білий король · c2 білий ферзь · g2 білий пішак | b8 білий кінь · e8 чорний слон · f8 біла тура · b7 чорний кінь · h6 біла тура · b5 чорний пішак · d5 чорний король · e5 білий кінь · f5 чорний пішак · g5 чорна тура · d4 білий пішак · f4 білий слон · b3 білий пішак · e3 білий пішак · h3 білий слон · a2 білий король · c2 білий ферзь · g2 білий пішак | b8 білий кінь · e8 чорний слон · f8 біла тура · b7 чорний кінь · h6 біла тура · b5 чорний пішак · d5 чорний король · e5 білий кінь · f5 чорний пішак · g5 чорна тура · d4 білий пішак · f4 білий слон · b3 білий пішак · e3 білий пішак · h3 білий слон · a2 білий король · c2 білий ферзь · g2 білий пішак | b8 білий кінь · e8 чорний слон · f8 біла тура · b7 чорний кінь · h6 біла тура · b5 чорний пішак · d5 чорний король · e5 білий кінь · f5 чорний пішак · g5 чорна тура · d4 білий пішак · f4 білий слон · b3 білий пішак · e3 білий пішак · h3 білий слон · a2 білий король · c2 білий ферзь · g2 білий пішак | 6 |
| 5 | b8 білий кінь · e8 чорний слон · f8 біла тура · b7 чорний кінь · h6 біла тура · b5 чорний пішак · d5 чорний король · e5 білий кінь · f5 чорний пішак · g5 чорна тура · d4 білий пішак · f4 білий слон · b3 білий пішак · e3 білий пішак · h3 білий слон · a2 білий король · c2 білий ферзь · g2 білий пішак | b8 білий кінь · e8 чорний слон · f8 біла тура · b7 чорний кінь · h6 біла тура · b5 чорний пішак · d5 чорний король · e5 білий кінь · f5 чорний пішак · g5 чорна тура · d4 білий пішак · f4 білий слон · b3 білий пішак · e3 білий пішак · h3 білий слон · a2 білий король · c2 білий ферзь · g2 білий пішак | b8 білий кінь · e8 чорний слон · f8 біла тура · b7 чорний кінь · h6 біла тура · b5 чорний пішак · d5 чорний король · e5 білий кінь · f5 чорний пішак · g5 чорна тура · d4 білий пішак · f4 білий слон · b3 білий пішак · e3 білий пішак · h3 білий слон · a2 білий король · c2 білий ферзь · g2 білий пішак | b8 білий кінь · e8 чорний слон · f8 біла тура · b7 чорний кінь · h6 біла тура · b5 чорний пішак · d5 чорний король · e5 білий кінь · f5 чорний пішак · g5 чорна тура · d4 білий пішак · f4 білий слон · b3 білий пішак · e3 білий пішак · h3 білий слон · a2 білий король · c2 білий ферзь · g2 білий пішак | b8 білий кінь · e8 чорний слон · f8 біла тура · b7 чорний кінь · h6 біла тура · b5 чорний пішак · d5 чорний король · e5 білий кінь · f5 чорний пішак · g5 чорна тура · d4 білий пішак · f4 білий слон · b3 білий пішак · e3 білий пішак · h3 білий слон · a2 білий король · c2 білий ферзь · g2 білий пішак | b8 білий кінь · e8 чорний слон · f8 біла тура · b7 чорний кінь · h6 біла тура · b5 чорний пішак · d5 чорний король · e5 білий кінь · f5 чорний пішак · g5 чорна тура · d4 білий пішак · f4 білий слон · b3 білий пішак · e3 білий пішак · h3 білий слон · a2 білий король · c2 білий ферзь · g2 білий пішак | b8 білий кінь · e8 чорний слон · f8 біла тура · b7 чорний кінь · h6 біла тура · b5 чорний пішак · d5 чорний король · e5 білий кінь · f5 чорний пішак · g5 чорна тура · d4 білий пішак · f4 білий слон · b3 білий пішак · e3 білий пішак · h3 білий слон · a2 білий король · c2 білий ферзь · g2 білий пішак | b8 білий кінь · e8 чорний слон · f8 біла тура · b7 чорний кінь · h6 біла тура · b5 чорний пішак · d5 чорний король · e5 білий кінь · f5 чорний пішак · g5 чорна тура · d4 білий пішак · f4 білий слон · b3 білий пішак · e3 білий пішак · h3 білий слон · a2 білий король · c2 білий ферзь · g2 білий пішак | 5 |
| 4 | b8 білий кінь · e8 чорний слон · f8 біла тура · b7 чорний кінь · h6 біла тура · b5 чорний пішак · d5 чорний король · e5 білий кінь · f5 чорний пішак · g5 чорна тура · d4 білий пішак · f4 білий слон · b3 білий пішак · e3 білий пішак · h3 білий слон · a2 білий король · c2 білий ферзь · g2 білий пішак | b8 білий кінь · e8 чорний слон · f8 біла тура · b7 чорний кінь · h6 біла тура · b5 чорний пішак · d5 чорний король · e5 білий кінь · f5 чорний пішак · g5 чорна тура · d4 білий пішак · f4 білий слон · b3 білий пішак · e3 білий пішак · h3 білий слон · a2 білий король · c2 білий ферзь · g2 білий пішак | b8 білий кінь · e8 чорний слон · f8 біла тура · b7 чорний кінь · h6 біла тура · b5 чорний пішак · d5 чорний король · e5 білий кінь · f5 чорний пішак · g5 чорна тура · d4 білий пішак · f4 білий слон · b3 білий пішак · e3 білий пішак · h3 білий слон · a2 білий король · c2 білий ферзь · g2 білий пішак | b8 білий кінь · e8 чорний слон · f8 біла тура · b7 чорний кінь · h6 біла тура · b5 чорний пішак · d5 чорний король · e5 білий кінь · f5 чорний пішак · g5 чорна тура · d4 білий пішак · f4 білий слон · b3 білий пішак · e3 білий пішак · h3 білий слон · a2 білий король · c2 білий ферзь · g2 білий пішак | b8 білий кінь · e8 чорний слон · f8 біла тура · b7 чорний кінь · h6 біла тура · b5 чорний пішак · d5 чорний король · e5 білий кінь · f5 чорний пішак · g5 чорна тура · d4 білий пішак · f4 білий слон · b3 білий пішак · e3 білий пішак · h3 білий слон · a2 білий король · c2 білий ферзь · g2 білий пішак | b8 білий кінь · e8 чорний слон · f8 біла тура · b7 чорний кінь · h6 біла тура · b5 чорний пішак · d5 чорний король · e5 білий кінь · f5 чорний пішак · g5 чорна тура · d4 білий пішак · f4 білий слон · b3 білий пішак · e3 білий пішак · h3 білий слон · a2 білий король · c2 білий ферзь · g2 білий пішак | b8 білий кінь · e8 чорний слон · f8 біла тура · b7 чорний кінь · h6 біла тура · b5 чорний пішак · d5 чорний король · e5 білий кінь · f5 чорний пішак · g5 чорна тура · d4 білий пішак · f4 білий слон · b3 білий пішак · e3 білий пішак · h3 білий слон · a2 білий король · c2 білий ферзь · g2 білий пішак | b8 білий кінь · e8 чорний слон · f8 біла тура · b7 чорний кінь · h6 біла тура · b5 чорний пішак · d5 чорний король · e5 білий кінь · f5 чорний пішак · g5 чорна тура · d4 білий пішак · f4 білий слон · b3 білий пішак · e3 білий пішак · h3 білий слон · a2 білий король · c2 білий ферзь · g2 білий пішак | 4 |
| 3 | b8 білий кінь · e8 чорний слон · f8 біла тура · b7 чорний кінь · h6 біла тура · b5 чорний пішак · d5 чорний король · e5 білий кінь · f5 чорний пішак · g5 чорна тура · d4 білий пішак · f4 білий слон · b3 білий пішак · e3 білий пішак · h3 білий слон · a2 білий король · c2 білий ферзь · g2 білий пішак | b8 білий кінь · e8 чорний слон · f8 біла тура · b7 чорний кінь · h6 біла тура · b5 чорний пішак · d5 чорний король · e5 білий кінь · f5 чорний пішак · g5 чорна тура · d4 білий пішак · f4 білий слон · b3 білий пішак · e3 білий пішак · h3 білий слон · a2 білий король · c2 білий ферзь · g2 білий пішак | b8 білий кінь · e8 чорний слон · f8 біла тура · b7 чорний кінь · h6 біла тура · b5 чорний пішак · d5 чорний король · e5 білий кінь · f5 чорний пішак · g5 чорна тура · d4 білий пішак · f4 білий слон · b3 білий пішак · e3 білий пішак · h3 білий слон · a2 білий король · c2 білий ферзь · g2 білий пішак | b8 білий кінь · e8 чорний слон · f8 біла тура · b7 чорний кінь · h6 біла тура · b5 чорний пішак · d5 чорний король · e5 білий кінь · f5 чорний пішак · g5 чорна тура · d4 білий пішак · f4 білий слон · b3 білий пішак · e3 білий пішак · h3 білий слон · a2 білий король · c2 білий ферзь · g2 білий пішак | b8 білий кінь · e8 чорний слон · f8 біла тура · b7 чорний кінь · h6 біла тура · b5 чорний пішак · d5 чорний король · e5 білий кінь · f5 чорний пішак · g5 чорна тура · d4 білий пішак · f4 білий слон · b3 білий пішак · e3 білий пішак · h3 білий слон · a2 білий король · c2 білий ферзь · g2 білий пішак | b8 білий кінь · e8 чорний слон · f8 біла тура · b7 чорний кінь · h6 біла тура · b5 чорний пішак · d5 чорний король · e5 білий кінь · f5 чорний пішак · g5 чорна тура · d4 білий пішак · f4 білий слон · b3 білий пішак · e3 білий пішак · h3 білий слон · a2 білий король · c2 білий ферзь · g2 білий пішак | b8 білий кінь · e8 чорний слон · f8 біла тура · b7 чорний кінь · h6 біла тура · b5 чорний пішак · d5 чорний король · e5 білий кінь · f5 чорний пішак · g5 чорна тура · d4 білий пішак · f4 білий слон · b3 білий пішак · e3 білий пішак · h3 білий слон · a2 білий король · c2 білий ферзь · g2 білий пішак | b8 білий кінь · e8 чорний слон · f8 біла тура · b7 чорний кінь · h6 біла тура · b5 чорний пішак · d5 чорний король · e5 білий кінь · f5 чорний пішак · g5 чорна тура · d4 білий пішак · f4 білий слон · b3 білий пішак · e3 білий пішак · h3 білий слон · a2 білий король · c2 білий ферзь · g2 білий пішак | 3 |
| 2 | b8 білий кінь · e8 чорний слон · f8 біла тура · b7 чорний кінь · h6 біла тура · b5 чорний пішак · d5 чорний король · e5 білий кінь · f5 чорний пішак · g5 чорна тура · d4 білий пішак · f4 білий слон · b3 білий пішак · e3 білий пішак · h3 білий слон · a2 білий король · c2 білий ферзь · g2 білий пішак | b8 білий кінь · e8 чорний слон · f8 біла тура · b7 чорний кінь · h6 біла тура · b5 чорний пішак · d5 чорний король · e5 білий кінь · f5 чорний пішак · g5 чорна тура · d4 білий пішак · f4 білий слон · b3 білий пішак · e3 білий пішак · h3 білий слон · a2 білий король · c2 білий ферзь · g2 білий пішак | b8 білий кінь · e8 чорний слон · f8 біла тура · b7 чорний кінь · h6 біла тура · b5 чорний пішак · d5 чорний король · e5 білий кінь · f5 чорний пішак · g5 чорна тура · d4 білий пішак · f4 білий слон · b3 білий пішак · e3 білий пішак · h3 білий слон · a2 білий король · c2 білий ферзь · g2 білий пішак | b8 білий кінь · e8 чорний слон · f8 біла тура · b7 чорний кінь · h6 біла тура · b5 чорний пішак · d5 чорний король · e5 білий кінь · f5 чорний пішак · g5 чорна тура · d4 білий пішак · f4 білий слон · b3 білий пішак · e3 білий пішак · h3 білий слон · a2 білий король · c2 білий ферзь · g2 білий пішак | b8 білий кінь · e8 чорний слон · f8 біла тура · b7 чорний кінь · h6 біла тура · b5 чорний пішак · d5 чорний король · e5 білий кінь · f5 чорний пішак · g5 чорна тура · d4 білий пішак · f4 білий слон · b3 білий пішак · e3 білий пішак · h3 білий слон · a2 білий король · c2 білий ферзь · g2 білий пішак | b8 білий кінь · e8 чорний слон · f8 біла тура · b7 чорний кінь · h6 біла тура · b5 чорний пішак · d5 чорний король · e5 білий кінь · f5 чорний пішак · g5 чорна тура · d4 білий пішак · f4 білий слон · b3 білий пішак · e3 білий пішак · h3 білий слон · a2 білий король · c2 білий ферзь · g2 білий пішак | b8 білий кінь · e8 чорний слон · f8 біла тура · b7 чорний кінь · h6 біла тура · b5 чорний пішак · d5 чорний король · e5 білий кінь · f5 чорний пішак · g5 чорна тура · d4 білий пішак · f4 білий слон · b3 білий пішак · e3 білий пішак · h3 білий слон · a2 білий король · c2 білий ферзь · g2 білий пішак | b8 білий кінь · e8 чорний слон · f8 біла тура · b7 чорний кінь · h6 біла тура · b5 чорний пішак · d5 чорний король · e5 білий кінь · f5 чорний пішак · g5 чорна тура · d4 білий пішак · f4 білий слон · b3 білий пішак · e3 білий пішак · h3 білий слон · a2 білий король · c2 білий ферзь · g2 білий пішак | 2 |
| 1 | b8 білий кінь · e8 чорний слон · f8 біла тура · b7 чорний кінь · h6 біла тура · b5 чорний пішак · d5 чорний король · e5 білий кінь · f5 чорний пішак · g5 чорна тура · d4 білий пішак · f4 білий слон · b3 білий пішак · e3 білий пішак · h3 білий слон · a2 білий король · c2 білий ферзь · g2 білий пішак | b8 білий кінь · e8 чорний слон · f8 біла тура · b7 чорний кінь · h6 біла тура · b5 чорний пішак · d5 чорний король · e5 білий кінь · f5 чорний пішак · g5 чорна тура · d4 білий пішак · f4 білий слон · b3 білий пішак · e3 білий пішак · h3 білий слон · a2 білий король · c2 білий ферзь · g2 білий пішак | b8 білий кінь · e8 чорний слон · f8 біла тура · b7 чорний кінь · h6 біла тура · b5 чорний пішак · d5 чорний король · e5 білий кінь · f5 чорний пішак · g5 чорна тура · d4 білий пішак · f4 білий слон · b3 білий пішак · e3 білий пішак · h3 білий слон · a2 білий король · c2 білий ферзь · g2 білий пішак | b8 білий кінь · e8 чорний слон · f8 біла тура · b7 чорний кінь · h6 біла тура · b5 чорний пішак · d5 чорний король · e5 білий кінь · f5 чорний пішак · g5 чорна тура · d4 білий пішак · f4 білий слон · b3 білий пішак · e3 білий пішак · h3 білий слон · a2 білий король · c2 білий ферзь · g2 білий пішак | b8 білий кінь · e8 чорний слон · f8 біла тура · b7 чорний кінь · h6 біла тура · b5 чорний пішак · d5 чорний король · e5 білий кінь · f5 чорний пішак · g5 чорна тура · d4 білий пішак · f4 білий слон · b3 білий пішак · e3 білий пішак · h3 білий слон · a2 білий король · c2 білий ферзь · g2 білий пішак | b8 білий кінь · e8 чорний слон · f8 біла тура · b7 чорний кінь · h6 біла тура · b5 чорний пішак · d5 чорний король · e5 білий кінь · f5 чорний пішак · g5 чорна тура · d4 білий пішак · f4 білий слон · b3 білий пішак · e3 білий пішак · h3 білий слон · a2 білий король · c2 білий ферзь · g2 білий пішак | b8 білий кінь · e8 чорний слон · f8 біла тура · b7 чорний кінь · h6 біла тура · b5 чорний пішак · d5 чорний король · e5 білий кінь · f5 чорний пішак · g5 чорна тура · d4 білий пішак · f4 білий слон · b3 білий пішак · e3 білий пішак · h3 білий слон · a2 білий король · c2 білий ферзь · g2 білий пішак | b8 білий кінь · e8 чорний слон · f8 біла тура · b7 чорний кінь · h6 біла тура · b5 чорний пішак · d5 чорний король · e5 білий кінь · f5 чорний пішак · g5 чорна тура · d4 білий пішак · f4 білий слон · b3 білий пішак · e3 білий пішак · h3 білий слон · a2 білий король · c2 білий ферзь · g2 білий пішак | 1 |
|   | a | b | c | d | e | f | g | h |   |

FEN: 1N2bR2/1n6/7R/1p1kNpr1/3P1B2/1P2P2B/K1Q3P1/8
1. Sd3? ~ 2. Sb4#
    1. ... Bg6 2. Qc6#, 1. ... Rg6!
1. Sc4? ~ 2.Sb6#
    1. ... Rg6 2 Qf5#, 1. ... Bg6!
1. Sg6! ~ 2. Se7#
1. ... Rxg6 2 Qf5#
1. ... Bxg6 2 Qc6#
Перший хибний слід чорні спростовують ходом тури на поле «g6», перекриваючи білу туру «h6». Другий хибний слід чорні спростовують ходом слона на поле «g6», перекриваючи білу туру «h6». Розв'язком задачі є хід білого коня на вузлове поле «g6», при цьому перекривається біла тура «h6».